# Hetze
Hetze (kein Plural) steht in der deutschen Sprache für eine übertriebene Eile, große Hast sowie das Getriebensein. Abwertend wird damit laut Duden die Gesamtheit unsachlicher, gehässiger, verleumderischer, verunglimpfender Äußerungen oder Handlungen bezeichnet, die Hassgefühle, feindselige Stimmungen und Emotionen gegen jemanden oder etwas erzeugen. In der Jägersprache bezeichnet der Begriff die Hetzjagd.

## Etymologie
Abgeleitet vom Verb hetzen für ‚jagen, antreiben, aufwiegeln‘, mhd. hetzen ‚jagen, antreiben‘, besteht eine kausative Bildung zu hassen, wörtlich ‚hassen machen, zur Verfolgung bewegen‘. Das aus der Jägersprache stammende Wort für ‚Hunde zur Jagd antreiben, Wild mit Hunden jagen‘ ging relativ früh in den allgemeinen Sprachgebrauch im Sinne von ‚zur Eile antreiben, eilen‘ und ‚durch Worte aufstacheln, aufwiegeln, gegeneinander aufbringen‘ über. Zu diesem Verb wurde Hetze für ‚Jagd mit Hunden, Verfolgung, Hast, ruheloses Getriebensein‘ im 16. Jahrhundert gebildet, darüber hinaus auch ‚Aufreizung zum Haß, zu Unzufriedenheit, üble Propaganda‘ im 19. Jahrhundert. Im Oberdeutschen wurde ohne Umlaut Hatze, Hatz verwendet. Hetzer wurde seit dem 17. Jahrhundert jemand bezeichnet, der ‚hetzt‘, das vom ahd. anahezzāri ‚Antreiber, Aufwiegler‘ abstammt und seit dem 12. Jahrhundert belegt ist. Verhetzen wird im Sinne von ‚verjagen, zu Bösem, zu Haß antreiben, aufwiegeln‘ verwendet, mhd. verhetzen für ‚verfolgen‘.

## Hetze im politisch-gesellschaftlichen Sinn
Im gesellschaftlichen Sinn bezeichnet man als Hetze unsachliche und verunglimpfende Äußerungen zu dem Zweck, Hass gegen Personen oder Gruppen hervorzurufen, Ängste vor ihnen zu schüren, sie zu diffamieren oder zu dämonisieren. Diese kann unter bestimmten Umständen auch in Form einer dramatischen öffentlichen oder privaten Rede vor Publikum geschehen, einer „Brandrede“ bzw. treffender Hetzrede.
Ein historisch bedeutsames Beispiel ist die Judenhetze in der Zeit des Nationalsozialismus, die die schrittweise Ausgrenzung der Juden aus dem gesellschaftlichen Leben in Deutschland mit sorgfältig durchdachten Mitteln der Propaganda vorantrieb, z. B. durch die Zeitung Der Stürmer.
Bedeutend für den politischen Repressionsapparat der DDR war der Straftatbestand der so genannten „Boykotthetze“ bzw. „staatsfeindlichen Hetze“. Er wurde jedoch nicht nur zur Bekämpfung tatsächlicher Hetze angewandt, sondern zu dem Zweck missbraucht, Meinungsfreiheit zu unterdrücken, indem opponierende Äußerungen jedweder Art gegenüber der Politik der SED-Diktatur als „Hetze“ kriminalisiert und mit schweren Strafen belegt wurden.
In der modernen Medienlandschaft gibt es immer wieder Debatten über den Einfluss von Boulevardzeitungen und deren Rolle bei der Verbreitung stark meinungsgeprägter Berichterstattung. Kritiker werfen insbesondere der Bild-Zeitung, die zu Axel Springer SE gehört, vor, durch zugespitzte und emotionalisierte Berichterstattung Vorurteile zu schüren und bestimmte gesellschaftliche Gruppen oder Einzelpersonen gezielt zu diskreditieren. Diese Vorwürfe wurden unter anderem im Zusammenhang mit der Berichterstattung über Geflüchtete, politische Akteure oder Klimaaktivisten erhoben.